# Adam Warren
Adam Warren (1967) é um quadrinista estadunidense que é mais famoso por suas adaptações de Dirty Pair e Bubblegum Crisis, e por ser um dos primeiros ilustradores americanos a desenhar usando o estilo mangá.
Ele também contribuiu para vários quadrinhos de Gen¹³, uma versão futura dos Novos Titãs, trabalhou como escritor e character designer da série Livewire da Marvel Comics, capas para os mangás de Star Wars e Iron Man: Hypervelocity. Seu projeto atual é Empowered, no qual ele trabalha continuamente desde 2007.

## Primeiros anos
Adam Warren nasceu em New Hampshire. Ele começou a frequentar a The Kubert School em Dover, Nova Jersey, em 1985, mas ficou em dúvida sobre seu futuro nos quadrinhos após menos de um ano de frequência. Durante as férias de Natal de seu primeiro ano, ele teve contato com mangás e animes, incluindo o Dirty Pair original, o que renovou seu impulso para se tornar artista.

## Carreira
Após se formar na Kubert School, Warren passou um ano tentando adquirir os direitos para produzir um quadrinho baseado em Dirty Pair. Ele conseguiu fazer progressos com a ajuda de Toren Smith e do Studio Proteus, que tinham conexões no Japão. Warren montou um portfólio com trabalhos relacionados a Dirty Pair, que Smith levou aos estúdios Sunrise, mas eles não se impressionaram, e as negociações não avançaram. Smith então entrou em contato diretamente com Takachiho Haruka, o criador de Dirty Pair. Haruka ficou muito mais impressionado com a arte de Warren e as ideias de Smith, e concordou em licenciar os personagens para um quadrinho americano. Isso resultou diretamente no primeiro grande trabalho de Warren, Dirty Pair: Biohazards, coescrito com Smith e publicado pelo Studio Proteus e pela Eclipse Comics em 1989. Os dois trabalhos seguintes de Dirty Pair também foram coescritos com Smith e lançados pela Eclipse Comics. A partir do quarto livro, Sim Hell, tornou-se um projeto solo e foi lançado pela Dark Horse Comics.
Durante os anos 90 e início dos anos 2000, Warren produziu diversos quadrinhos e encadernados de Dirty Pair, uma série de quatro partes de Bubblegum Crisis chamada Grand Mal, bem como capas, ilustrações e outros trabalhos "freelancer". Nesse período, forneceu inúmeras ilustrações de capa, notadamente para X-Men, Star Wars, Quarteto Fantástico (para o qual também escreveu algumas histórias), e Appleseed, além de artes para cards colecionáveis e até cartões de Natal internos para o Studio Proteus. Entre os trabalhos de Dirty Pair, ele também escreveu uma minissérie de três partes de O Exterminador do Futuro chamada Hunters and Killers em 1992. No final dos anos 90 e início dos anos 2000, foi um dos principais roteiristas  e em menor grau, artista da série Gen¹³ da Wildstorm . Também realizou trabalhos comissionados para as revistas Spin e PSM. Seus quadrinhos relacionados ao PlayStation geralmente têm ligação com a matéria principal da revista e são encontrados na contracapa. Sua arte também foi destaque na edição de trajes de banho (swimsuit edition). Ele também é conhecido por realizar trabalhos de tradução e adaptação de roteiros, sendo Seraphic Feather e Cannon God Exaxxion dois dos poucos exemplos creditados conhecidos.
Os últimos trabalhos completos de Warren incluem Livewires e Iron Man: Hypervelocity. Embora Warren tenha prometido diversas vezes continuar trabalhando com as Lovely Angels, já se passaram vários anos desde seu último grande trabalho com Dirty Pair. Até o momento, ao menos duas séries planejadas relacionadas a DP não chegaram ao mercado: a primeira seria uma história paralela focada na personagem Shasti, e a segunda um crossover entre DP e Superman. Warren também criou várias ilustrações baseadas no jogo SSX 3, da série SSX.
O trabalho mais recente de Warren, no qual ele atua tanto como roteirista quanto como desenhista, é uma série de graphic novels originais chamada Empowered. Ele descreve a série como “uma comédia episódica de super-heroína sexy”, misturando uma abordagem distorcida ao combate ao crime com fantasias, romance e humor de escritório absurdo, com uma forte dose do "sabor do mangá"... e apenas um toque de fetichismo. O primeiro encadernado foi publicado pela Dark Horse Comics em março de 2007 após um pequeno atraso; o volume dois foi lançado em setembro de 2007, o volume três em março de 2008 e o volume quatro no final de outubro de 2008, após um atraso de cerca de um mês. O volume cinco foi lançado no final de junho de 2009. O volume seis saiu em 21 de setembro de 2010. A série não é finalizada com arte-final ou colorização, sendo produzida diretamente a partir dos desenhos a lápis.

## Estilo de desenho
Warren cria layouts muito detalhados a lápis das páginas antes que sejam arte-finalizadas, tonificadas e coloridas. Segundo o próprio Warren, todos que viam os layouts diziam, para sua frustração, que preferiam eles às páginas coloridas finais. Em Empowered, ele tentou um novo estilo: as páginas são reproduções em tons de cinza dos layouts a lápis e não são arte-finalizadas nem tonificadas. Os layouts que ele usa são versões mais limpas e refinadas dos layouts de seus trabalhos anteriores.

Esse estilo de layout a lápis também aparece em várias de suas histórias curtas de Dirty Pair e em duas páginas da minissérie Gen13: Magical Drama Queen Roxy, onde uma das personagens ativa um dispositivo de desconstrução/pós-estruturalista que decompõe o quadrinho por todas as etapas de produção: cor, guias de cor, página com arte-final, layout a lápis detalhado, layout a lápis bruto e roteiro.